# William Ernest Henley

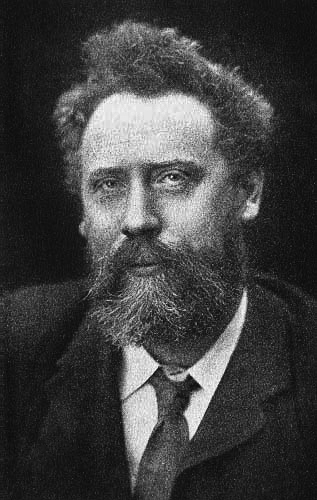
William Ernest Henley

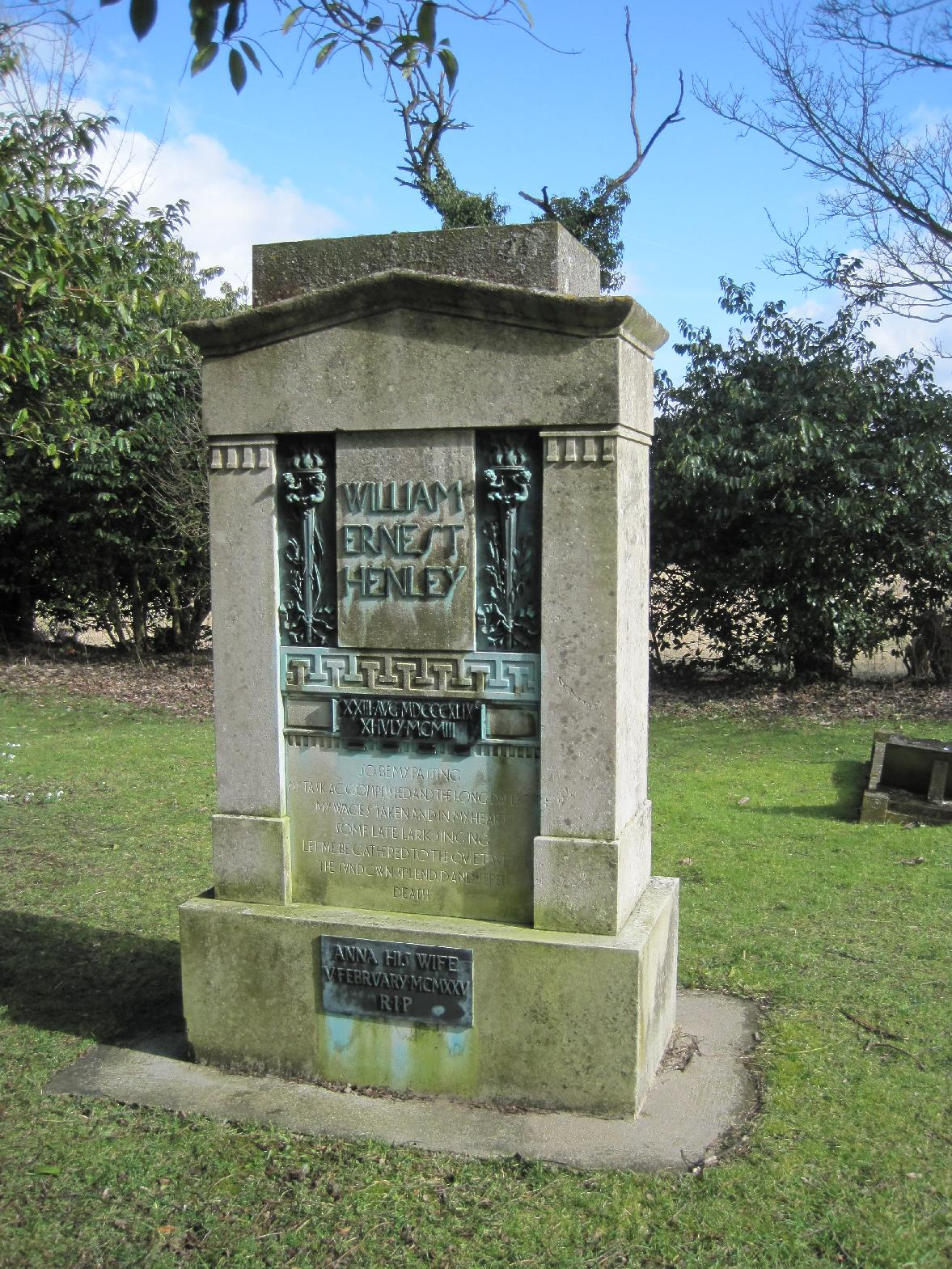
Henleys Grab in Cockayne Hatley

William Ernest Henley (* 23. August 1849 in Gloucester, Gloucestershire; † 11. Juli 1903 in Woking, Surrey) war ein englischer Schriftsteller.

## Leben
Seine Eltern waren William und Emma Henley. Er hatte zwei Brüder, Anthony Warton und Edward John. Der Dichter Thomas Edward Brown, Rektor seiner Schule in Gloucester, begeisterte ihn für Literatur. Als Kind litt Henley unter Tuberkulose und musste einen Fuß amputieren lassen. Während eines 20-monatigen Sanatoriumsaufenthalts von 1873 bis 1875 in Edinburgh begann er Gedichte zu schreiben. 1874 machte er die Bekanntschaft von Robert Louis Stevenson, mit dem ihn später eine enge Freundschaft verband. Er diente dessen literarischer Figur Long John Silver als Vorbild. Gemeinsam mit Stevenson verfasste er vier Dramen, darunter Deacon Brodie (1880), thematisch ein Vorgänger von Stevensons berühmter Schauernovelle Der seltsame Fall des Dr. Jekyll und Mr. Hyde. Seit 1878 war Henley mit Anna Henley verheiratet.
Er arbeitete als Literaturkritiker und Journalist, unter anderem für die Zeitschrift London (1877 bis 1879), das Magazine of Art (1882 bis 1886), den Scots Observer (1889 bis 1894) und The New Review (1894 bis 1897). Er förderte junge Talente und publizierte Werke von Thomas Hardy, George Bernard Shaw, Herbert George Wells, Rudyard Kipling und Joseph Conrad. 1893 erhielt er den Doktorgrad der Universität St Andrews. Ab 1894 gab er zusammen mit John Stephen Farmer ein insgesamt siebenbändiges Wörterbuch Slang and its analogues past and present heraus. 1896 war er Mitherausgeber einer Werkausgabe des Dichters Robert Burns.
Sein letztes Lebensjahrzehnt war überschattet von der Trauer über den Tod seiner einzigen Tochter und dem Zerwürfnis zwischen ihm und Stevenson. Ein negativer Artikel über den verstorbenen Stevenson im Pall Mall Magazine (1901) trug ihm in literarischen Kreisen Kritik ein. Nach seinem Tod wurden seine Überreste verbrannt und in Cockayne Hatley beigesetzt. Eine von Auguste Rodin 1886 geschaffene Büste Henleys befindet sich heute in der National Portrait Gallery in London.

## Werke
Zusammen mit Stevenson schrieb er vier Theaterstücke, die heute fast vergessen sind: Deacon Brodie (1880), Beau Austin (1884), Admiral Guinea (1884) und Macaire (1885).
Außerdem veröffentlichte er mehrere Gedichtsammlungen: A Book of Verses (1888), The Song of the Sword (1892), London Voluntaries (1893), Collected Poems (1898), Hawthorn and Lavender (1901) und In Hospital (1903).
Seine bekanntesten Gedichte sind Pro rege nostro, das besonders während des
Ersten Weltkrieges wegen seines patriotischen Inhalts (What have I done for you, England, my England? What is there I would not do, England my own?) sehr beliebt war, und das 1875 entstandene Invictus, das mit den Zeilen I am the master of my fate: I am the captain of my soul endet.
Henley lag, als er Invictus schrieb, in einem Krankenhaus, in dem ihm die Ärzte seinen zweiten (tuberkulösen) Fuß amputieren wollten und er sich dagegen wehrte. Sein Gedicht findet sich in Anthologien, ist aber erst durch die Hinrichtung von Timothy McVeigh einer größeren Öffentlichkeit bekannt geworden: Vor ihrer Hinrichtung pflegen Verurteilte in den Vereinigten Staaten ihre „Letzte Aussage“ niederzuschreiben. McVeighs Final Statement enthält ausschließlich den Text dieses Gedichts. Es spielt außerdem eine sehr wichtige Rolle im gleichnamigen Spielfilm von Clint Eastwood.